# Lista de filmes portugueses de 1927
Lista de filmes portugueses de longa-metragem lançados comercialmente em Portugal em 1927, nas salas de cinema.
Notas: Na secção coprodução, passando o cursor sobre a bandeira aparecerá o nome do país correspondente.
| # | Filme                 | Realização         | Género   | Estreia    | Coprodução |
| - | --------------------- | ------------------ | -------- | ---------- | ---------- |
| 1 | O Táxi Nº 9297        | Reinaldo Ferreira  | Drama    | 9 de julho | —          |
| 2 | O Fauno das Montanhas | Manuel Luís Vieira | Fantasia | 11 de maio |            |